# Ain Dfali
Ain Dfali  (in arabo عين الدفالي‎?) è un centro abitato e comune rurale del Marocco situato nella provincia di Sidi Kacem, regione di Rabat-Salé-Kénitra. Conta una popolazione di 24 241 abitanti (censimento 2014).